# Абжалов, Шоманбай
Шоманбай Абжалов (1932 год, совхоз имени Ворошилова, Сузакский район, Южно-Казахстанская область) — бывший чабан совхоза «Красная звезда» Яны-Курганского района Кзыл-Ординской области, Казахская ССР. Герой Социалистического Труда (1971).

## Биография
Родился в 1932 году в бедной крестьянской семье. Семилетнюю школу окончил в годы Великой Отечественной войны. С 1950 по 1954 год служил в Советской Армии в военно-десантных частях. С 1954 года — чабан колхоза «Красная Звезда» Яны-Курганского района. Проработал чабаном в этом колхозе в течение последующих 32 лет.
С 1965 года по 1980 год, обслуживая отару в 600 голов, ежегодно перевыполнял план, получая в среднем от 150 до 215 ягнят от каждой сотни овцематок и по 3-4 килограмм шерсти от каждой овцы.
Указом Президиума Верховного Совета СССР «О присвоении звания Героя социалистического Труда передовикам сельского хозяйства Казахской ССР» от 19 апреля 1967 года за выдающиеся успехи, достигнутые в развитии сельскохозяйственного производства и выполнении пятилетнего плана продажи государству продуктов земледелия и животноводства удостоен звания Героя Социалистического Труда с вручением ордена Ленина и золотой медали «Серп и Молот».
Участвовал во Всесоюзной выставке ВДНХ, где получил золотую и серебряную медали.
В 1986 году вышел на пенсию. В настоящее время проживает в селе Ситтикудык Жанакорганского района.

## Награды
- Герой Социалистического Труда — указом Президиума Верховного Совета СССР от 8 апреля 1971 года
- Орден Ленина
- Почётная Грамота Президиума Верховного Совета Казахской ССР